# Hashima
Hashima (japanisch 羽島市, -shi) ist eine Stadt in der japanischen Präfektur Gifu.

## Geographie
Hashima liegt südlich von Gifu und nordwestlich von Nagoya.

## Geschichte
Hashima erhielt am 1. April 1954 Stadtrecht.
Hashima ist bekannt für seine Textilindustrie.
Der Fluss Nagara durchfließt die Stadt von Nordwesten nach Südwesten. Der Fluss Kiso durchfließt die Stadt von Nordosten nach Südosten.

## Verkehr
Hashima ist an die Meishin-Autobahn angeschlossen. Am Bahnhof Gifu-Hashima besteht die Möglichkeit, mit dem JR Tōkaidō-Shinkansen nach Tokio und Hakata zu fahren.

## Einzelnachweise

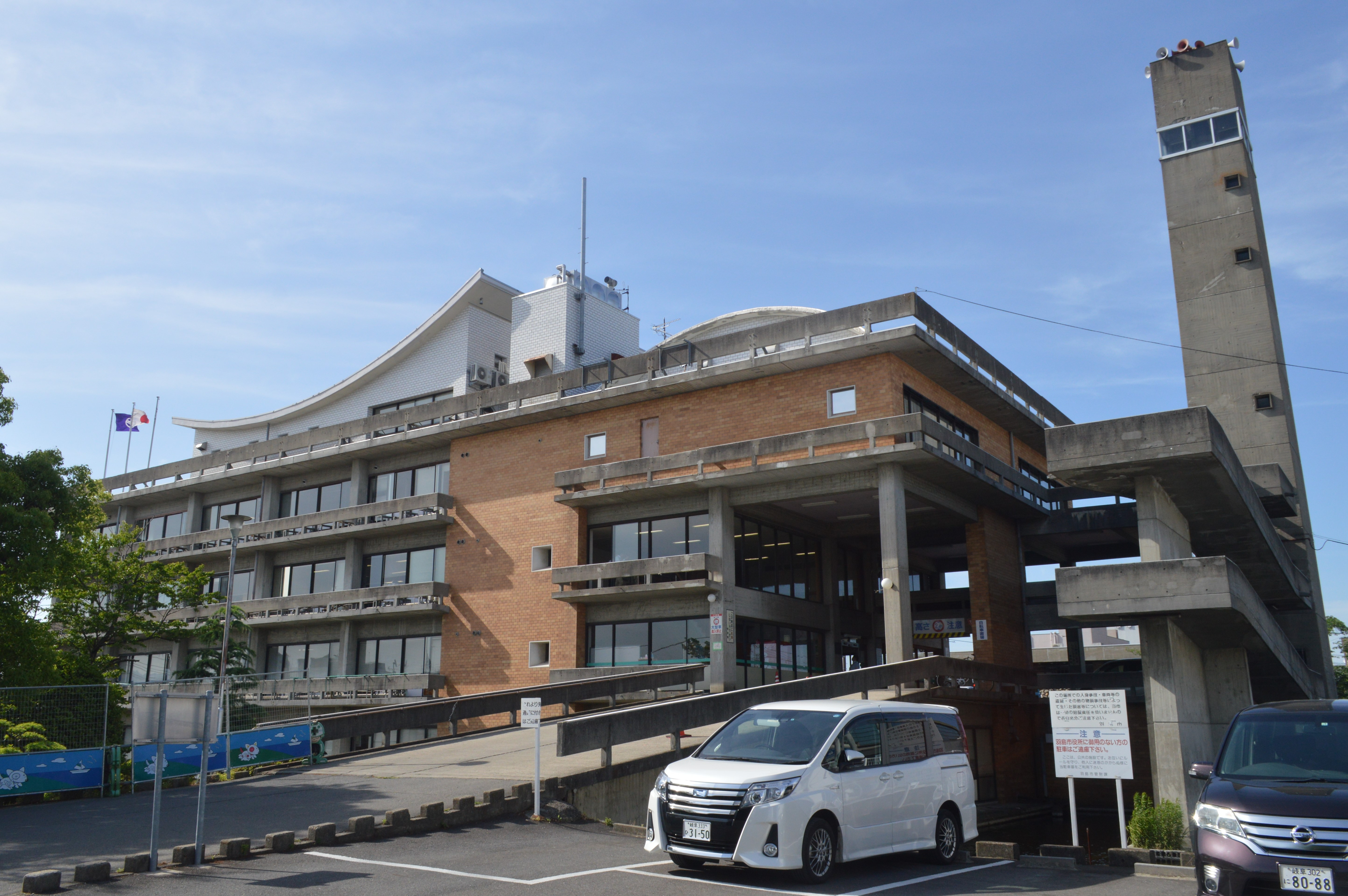
Rathaus Hashima

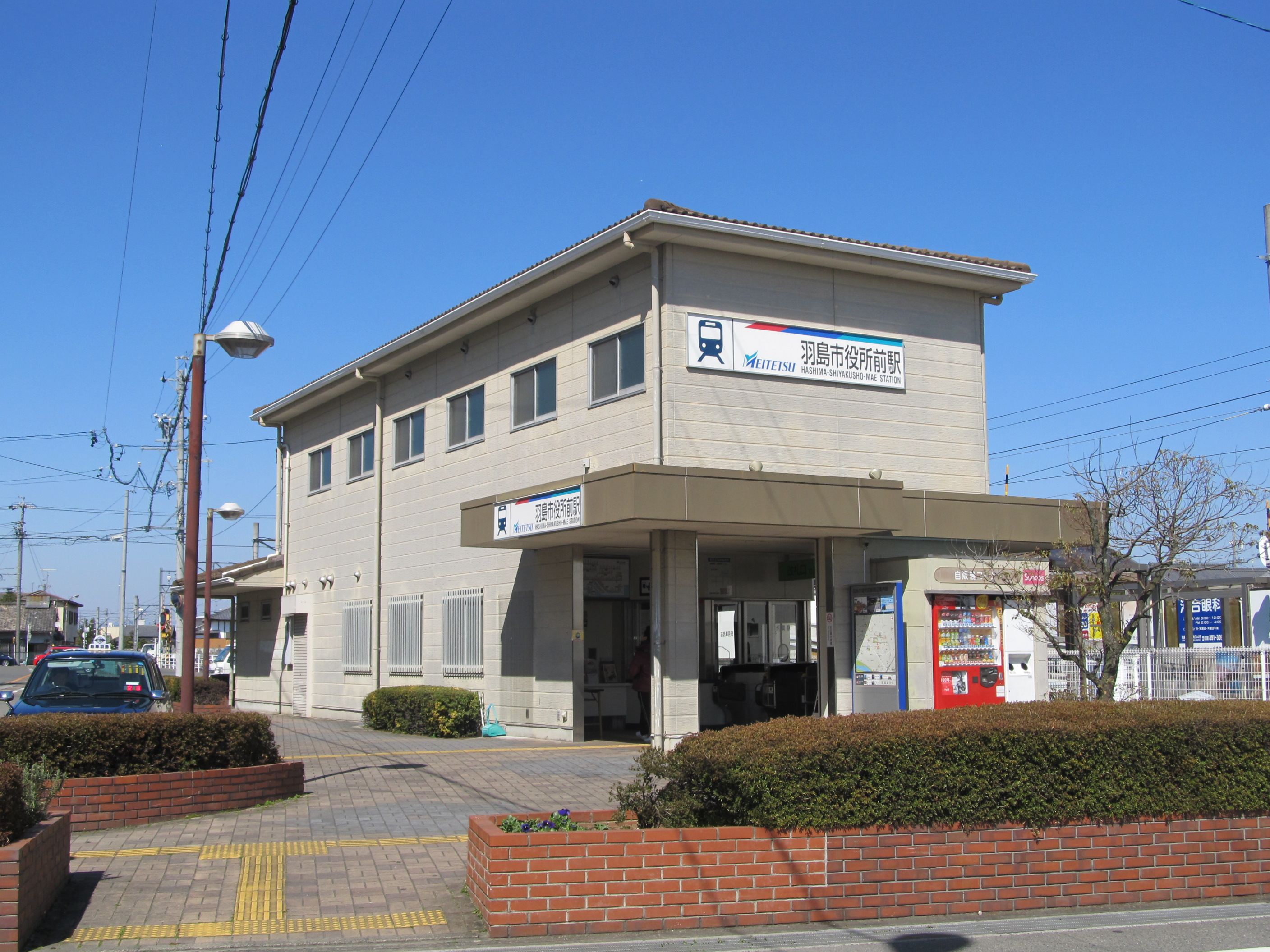
Bahnhof Hashima Rathaus

## Angrenzende Städte und Gemeinden
- Präfektur Gifu
  - Gifu
  - Kaizu
  - Ōgaki
  - Kasamatsu
  - Ampachi
  - Wanouchi
- Präfektur Aichi
  - Ichinomiya
  - Inazawa